# FoundationDB
FoundationDB是由蘋果公司开发的免费且开源的多模型分布式NoSQL数据库，采用无共享架构。 该产品围绕一个“核心”数据库设计，并以“层”的形式提供附加功能。 核心数据库暴露了一个带有事务的有序键值存储。 事务能够在集群中的任何机器上读写多个键，同时完全支持ACID特性。 事务用于通过层实现各种数据模型。